# Kōhei Yamagiwa
Kōhei Yamagiwa (jap. 山際 航平 Yamagiwa Kōhei; ur. 8 stycznia 2003) – japoński zapaśnik walczący w stylu klasycznym. 
Złoty medalista mistrzostw Azji w 2025. Trzeci na MŚ U-23 w 2024. Trzeci na mistrzostwach Azji kadetów w 2019 roku.